# Florbal Chodov
Florbal Chodov (podle sponzora také FAT PIPE FLORBAL CHODOV, dříve TJ JM FAT PIPE Chodov, TJ JM Pedro Perez Chodov a TJ JM Chodov) je florbalový klub z pražského Chodova založený v roce 1991. Společně s Tatranem Střešovice, se kterým odehrály první český ligový zápas, je tak nejstarším florbalovým klubem v Česku. Spoluzakladatelem, prezidentem a sponzorem klubu je Michal Bauer.
Mužský tým je jedním ze čtyř týmů, které hrají nejvyšší soutěž, Superligu florbalu, nepřetržitě od jejího založení v roce 1993. Po druhém místě v sezóně 2012/2013 se v sezónách 2015/2016 a 2016/2017 stal teprve třetím mistrem Česka v historii. V ročníku 2012/2013 tým vyhrál Pohár Českého florbalu.
Ženský tým byl založen v roce 2004. Od sezóny 2005/2006 hraje Extraligu žen, ve které zvítězil v sezóně 2014/2015. Mimo to sedmkrát získal druhé místo. V ročnících 2015/2016, 2019/2020 a 2023/2024 se tým stal vítězem Poháru Českého florbalu.

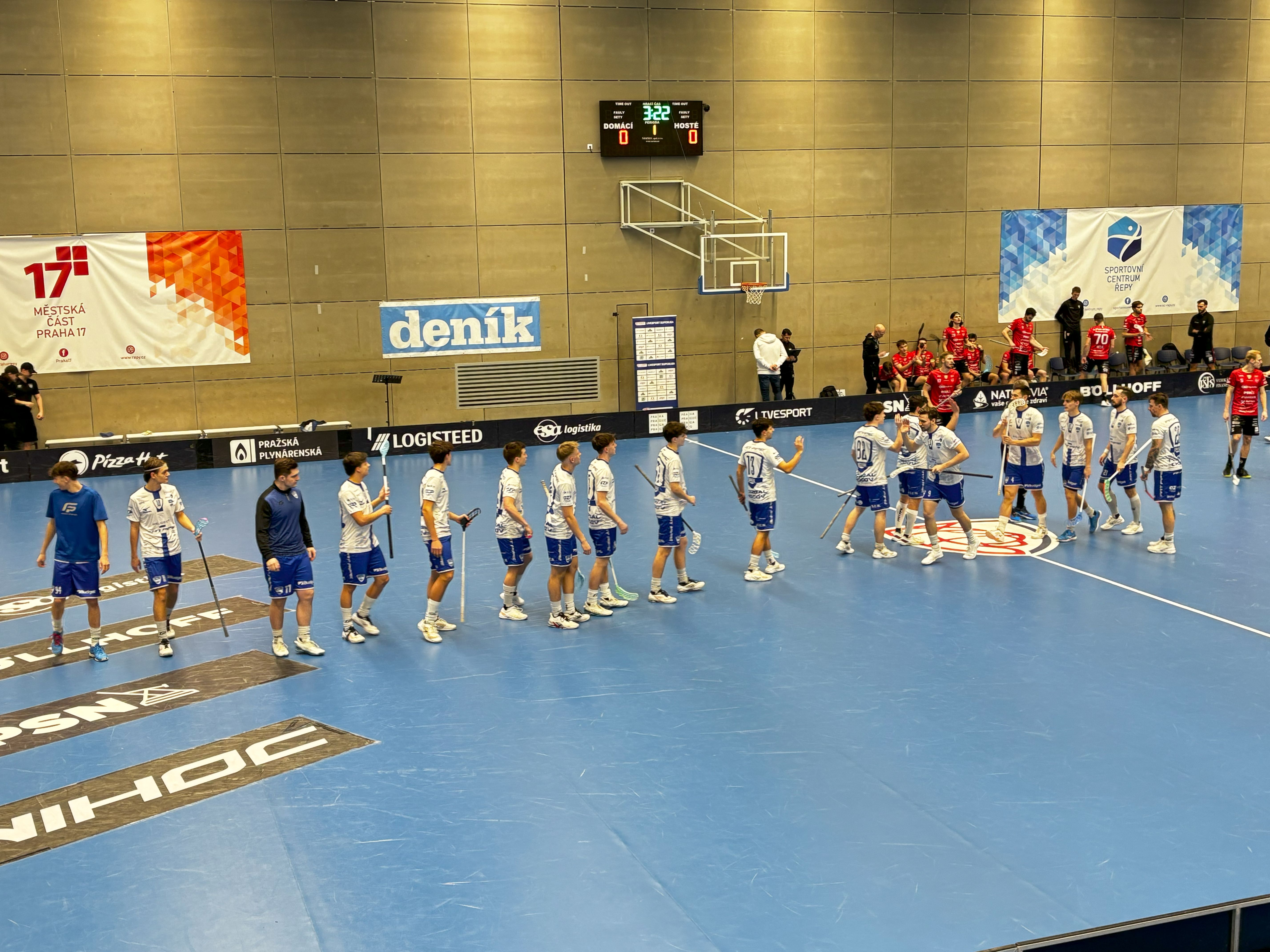
Mužský tým v semifinále Poháru Českého florbalu v roce 2025

Chodov je společně s 1. SC Vítkovice a Tatran Střešovice jedním ze tří, které získaly mistrovský titul v mužské i ženské nejvyšší soutěži.
Od sezóny 2010/2011 hrají elitní týmy své domácí zápasy ve Sportovní hale Jižní Město blízko zastávky metra Háje. Florbal Chodov spolupracuje s oddíly z nižších soutěží, Start98 a Traverza, v rámci organizace Floorball Group.

## Úspěchy
Muži

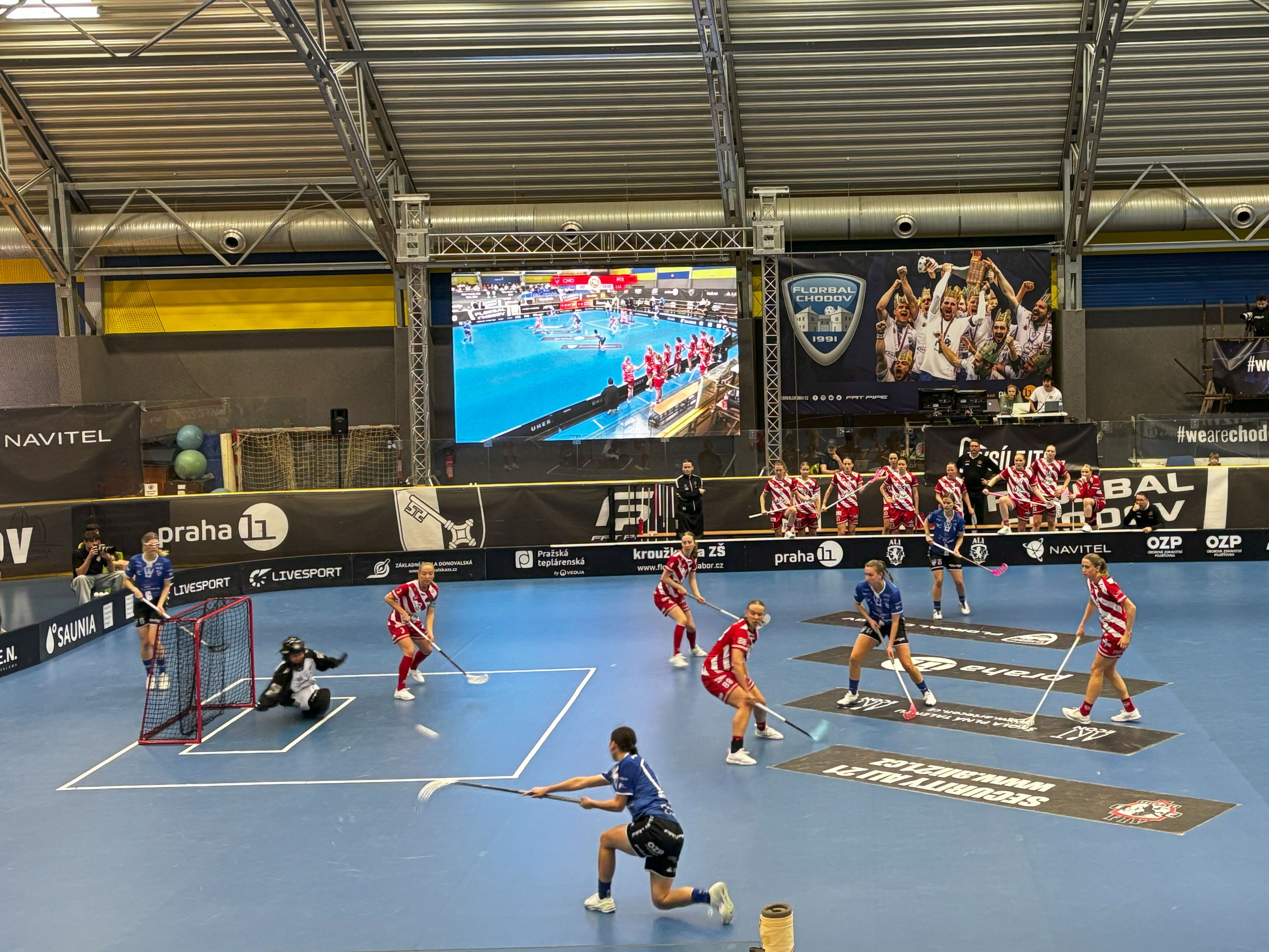
Ženský tým (v modrém) v domácím semifinále Poháru mistrů 2025 proti Pixbo IBK

- 1. místo v Superlize: 2015/2016, 2016/2017
- 2. místo v Superlize: 2012/2013
- 1. místo v Poháru Českého florbalu: 2012

Ženy
- 1. místo v Extralize: 2014/2015
- 2. místo v Extralize: 2008/2009, 2015/2016, 2017/2018, 2018/2019, 2020/2021, 2021/2022, 2023/2024
- 1. místo v Poháru Českého florbalu: 2015, 2019, 2024

Juniorky
- 1. místo v nejvyšší soutěži: 2018, 2023, 2024[17]
- 2. místo v nejvyšší soutěži: 2012, 2022

## Mužský tým

### Sezóny

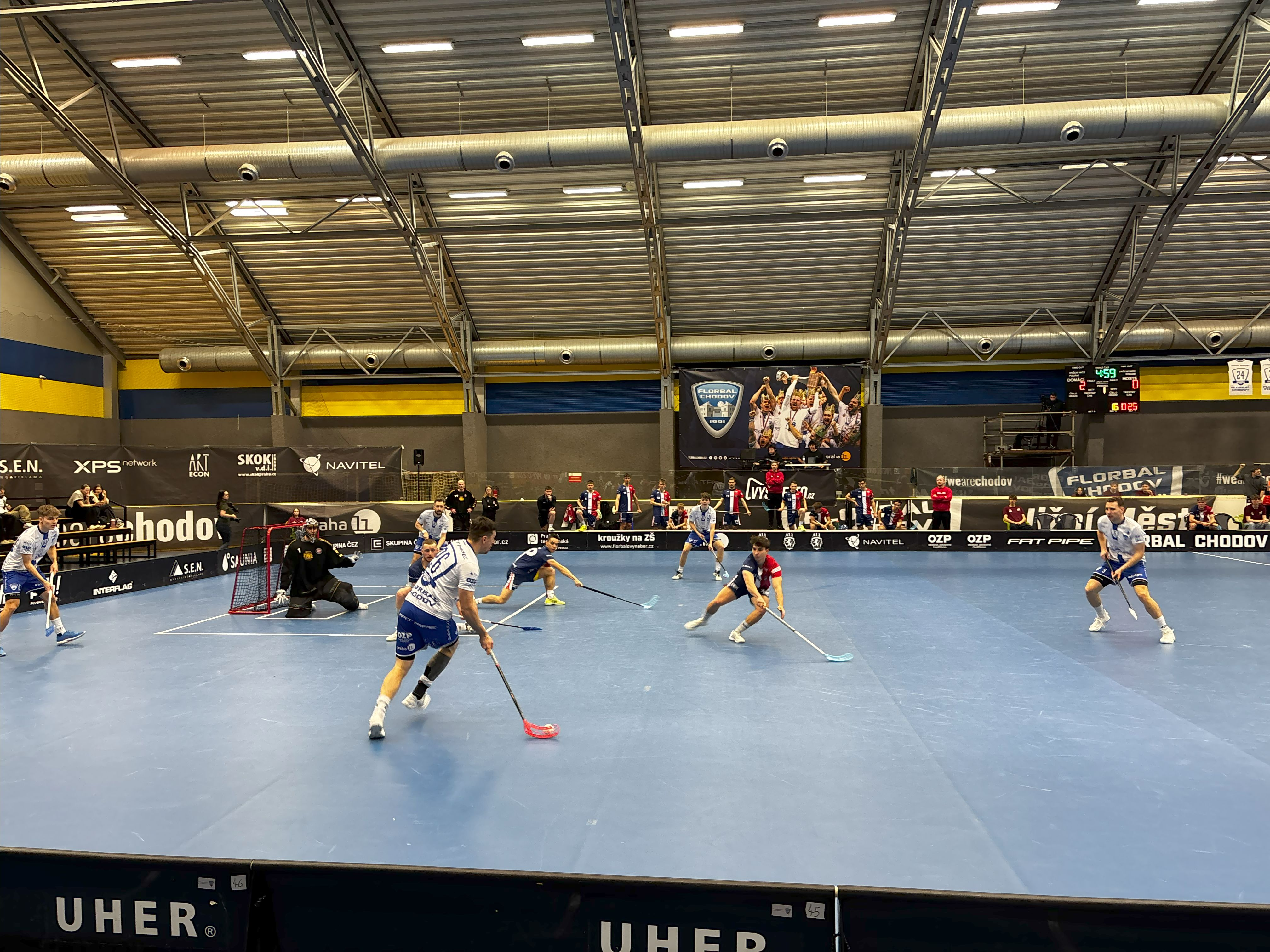
Mužský tým (v bílém) v domácím osmifinále sezóny 2024/2025

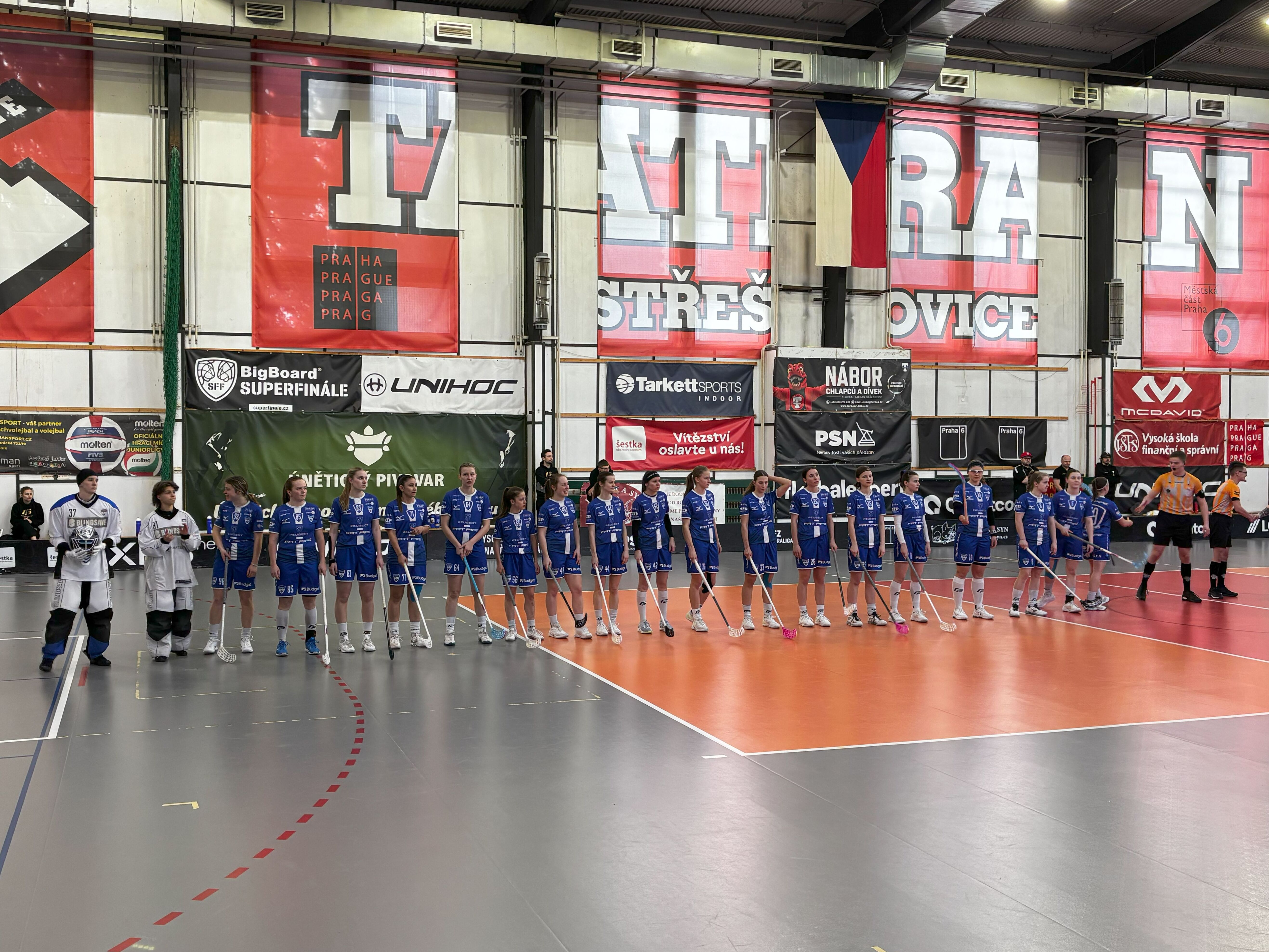
Ženský tým ve venkovním semifinále sezóny 2024/2025

| Sezóna    | Úroveň | Soutěž              | Umístění | Poznámka                                                                                    |
| --------- | ------ | ------------------- | -------- | ------------------------------------------------------------------------------------------- |
| 1993/1994 | 1      | 1. liga             | 7.       | Hrála se jen základní část                                                                  |
| 1994/1995 | 1      | 1. liga             | 9.       | Hrála se jen základní část                                                                  |
| 1995/1996 | 1      | 1. liga             | 5.       | Hrála se jen základní část                                                                  |
| 1996/1997 | 1      | 1. liga             | 3.       | Výhra v zápase o 3. místo proti FBC Ostrava                                                 |
| 1997/1998 | 1      | 1. liga             | 3.       | Výhra v zápase o 3. místo proti AC Sparta CCS Praha                                         |
| 1998/1999 | 1      | 1. liga             | 5.       | Vypadnutí ve čtvrtfinále play-off proti 1. SC SSK Vítkovice                                 |
| 1999/2000 | 1      | 1. liga             | 4.       | Prohra v zápase o 3. místo proti FBC Ostrava                                                |
| 2000/2001 | 1      | 1. liga             | 8.       | Vypadnutí ve čtvrtfinále play-off proti Akcent Sparta                                       |
| 2001/2002 | 1      | 1. liga             | 8.       | Vypadnutí ve čtvrtfinále play-off proti Tatran Střešovice                                   |
| 2002/2003 | 1      | 1. liga             | 7.       | Vypadnutí ve čtvrtfinále play-off proti Tatran Střešovice                                   |
| 2003/2004 | 1      | 1. liga             | 6.       | Vypadnutí ve čtvrtfinále play-off proti SSK Future by Reebok                                |
| 2004/2005 | 1      | 1. liga             | 9.       | První místo ve skupině o udržení                                                            |
| 2005/2006 | 1      | Fortuna extraliga   | 7.       | Vypadnutí ve čtvrtfinále play-off proti FBK Sokol Mladá Boleslav                            |
| 2006/2007 | 1      | Fortuna extraliga   | 8.       | Vypadnutí ve čtvrtfinále play-off proti Tatran Střešovice                                   |
| 2007/2008 | 1      | Fortuna extraliga   | 9.       | Výhra v 1. kole play-down proti EVVA FbŠ Bohemians                                          |
| 2008/2009 | 1      | Fortuna extraliga   | 8.       | Vypadnutí ve čtvrtfinále play-off proti 1. SC SSK WOOW Vítkovice                            |
| 2009/2010 | 1      | Fortuna extraliga   | 4.       | Vypadnutí v semifinále play-off proti Tatran Střešovice                                     |
| 2010/2011 | 1      | Fortuna extraliga   | 4.       | Vypadnutí v semifinále play-off proti Tatran Omlux Střešovice                               |
| 2011/2012 | 1      | Fortuna extraliga   | 3.       | Vypadnutí v semifinále play-off proti 1. SC WOOW Vítkovice                                  |
| 2012/2013 | 1      | AutoCont extraliga  | 2.       | Vicemistr po prohře ve finále play-off proti 1. SC WOOW Vítkovice                           |
| 2013/2014 | 1      | AutoCont extraliga  | 5.       | Vypadnutí ve čtvrtfinále play-off proti Panthers Otrokovice                                 |
| 2014/2015 | 1      | AutoCont extraliga  | 6.       | Vypadnutí ve čtvrtfinále play-off proti 1. SC Vítkovice Oxdog                               |
| 2015/2016 | 1      | Tipsport Superliga  | 1.       | Mistr po vítězství ve finále play-off proti 1. SC Vítkovice Oxdog                           |
| 2016/2017 | 1      | Tipsport Superliga  | 1.       | Mistr po vítězství ve finále play-off proti Technology Florbal MB                           |
| 2017/2018 | 1      | Tipsport Superliga  | 3.       | Vypadnutí v semifinále play-off proti 1. SC TEMPISH Vítkovice                               |
| 2018/2019 | 1      | Tipsport Superliga  | 4.       | Vypadnutí ve čtvrtfinále play-off proti Technology Florbal MB                               |
| 2019/2020 | 1      | Superliga florbalu  | 3.       | Sezóna ukončena za stavu 1:1 na zápasy ve čtvrtfinále play-off proti Tatran Teka Střešovice |
| 2020/2021 | 1      | Livesport Superliga | 3.       | Vypadnutí v semifinále play-off proti Předvýběr.CZ Florbal MB                               |
| 2021/2022 | 1      | Livesport Superliga | 6.       | Vypadnutí ve čtvrtfinále play-off proti 1. SC TEMPISH Vítkovice                             |
| 2022/2023 | 1      | Livesport Superliga | 5.       | Vypadnutí ve čtvrtfinále play-off proti FbŠ Bohemians                                       |
| 2023/2024 | 1      | Livesport Superliga | 4.       | Vypadnutí v semifinále play-off proti ESA logistika Tatran Střešovice                       |
| 2024/2025 | 1      | Livesport Superliga | 7.       | Vypadnutí ve čtvrtfinále play-off proti ESA logistika Tatran Střešovice                     |

### Známí bývalí hráči
- Jan Barák (2008–2019)
- Luděk Beneš (1996–2001, 2003–2006)
- Radim Cepek (2010–2013)
- Jiří Curney (2011–2012)
- Petr Černý (1993–1995)
- Patrik Dóža (2011–2013, 2015–2017)
- Matěj Jendrišák (2009–2014)
- Michal Kotlas (2011–2018)
- Mikuláš Krbec (2018–2020)
- Tom Ondrušek (2013–2016, 2017–2024)
- David Podhráský (2008–2013)
- Lukáš Procházka (1996–1998, 2001–2006)
- Michal Strachota (2014–2018)
- Tomáš Vávra (2014–2021)
- Martin Zozulák (2008–2009, 2010–2011, 2012–2013)

### Známí trenéři
- Zdeněk Skružný (2003–2004)
- Lukáš Procházka (2006–2012)
- Radim Cepek (2012–2013)
- David Podhráský (2013–)

## Ženský tým

### Sezóny
| Sezóna    | Úroveň | Soutěž             | Umístění | Poznámka                                                                               |
| --------- | ------ | ------------------ | -------- | -------------------------------------------------------------------------------------- |
| 2004/2005 | 2      | 2. liga – divize I | 1.       | Postup do vyšší ligy                                                                   |
| 2005/2006 | 1      | 1. liga            | 4.       | Vypadnutí v semifinále play-off proti FBC Liberec Crazy Girls                          |
| 2006/2007 | 1      | Extraliga          | 4.       | Vypadnutí v semifinále play-off proti 1. HFK CON INVEST Děkanka Praha                  |
| 2007/2008 | 1      | Extraliga          | 5.       | Udržení v lize                                                                         |
| 2008/2009 | 1      | Extraliga          | 2.       | Vicemistr po prohře ve finále play-off proti CON INVEST Děkanka Praha                  |
| 2009/2010 | 1      | Extraliga          | 7.       | Výhra v 1. kole play-down proti TJ Sokol Brno Židenice                                 |
| 2010/2011 | 1      | Extraliga          | 5.       | Vypadnutí ve čtvrtfinále play-off proti FBC PRESTIGE Management Liberec                |
| 2011/2012 | 1      | Extraliga          | 5.       | Vypadnutí ve čtvrtfinále play-off proti Crazy girls FBC Liberec                        |
| 2012/2013 | 1      | Extraliga          | 3.       | Vypadnutí v semifinále play-off proti 1. SC WOOW Vítkovice                             |
| 2013/2014 | 1      | Extraliga          | 3.       | Vypadnutí v semifinále play-off proti 1. SC WOOW Vítkovice                             |
| 2014/2015 | 1      | Extraliga          | 1.       | Mistr po vítězství ve finále play-off proti Herbadent Praha 11 SJM                     |
| 2015/2016 | 1      | Extraliga          | 2.       | Vicemistr po prohře ve finále play-off proti 1. SC Vítkovice Oxdog                     |
| 2016/2017 | 1      | Extraliga          | 3.       | Vypadnutí v semifinále play-off proti TIGERS FK Jižní Město                            |
| 2017/2018 | 1      | Extraliga          | 2.       | Vicemistr po prohře ve finále play-off proti 1. SC TEMPISH Vítkovice                   |
| 2018/2019 | 1      | Extraliga          | 2.       | Vicemistr po prohře ve finále play-off proti 1. SC TEMPISH Vítkovice                   |
| 2019/2020 | 1      | Extraliga          | 2.       | Sezóna ukončena po dvou vyhraných zápasech ve čtvrtfinále play-off proti FbŠ Bohemians |
| 2020/2021 | 1      | Extraliga          | 2.       | Vicemistr po prohře ve finále play-off proti 1. SC TEMPISH Vítkovice                   |
| 2021/2022 | 1      | Extraliga          | 2.       | Vicemistr po prohře ve finále play-off proti FBC ČPP Bystroň Group Ostrava             |
| 2022/2023 | 1      | Extraliga          | 3.       | Vypadnutí v semifinále play-off proti FBC ČPP Bystroň Group Ostrava                    |
| 2023/2024 | 1      | ČEZ Extraliga      | 2.       | Vicemistr po prohře ve finále play-off proti 1. SC TEMPISH Vítkovice                   |
| 2024/2025 | 1      | ČEZ Extraliga      | 4.       | Vypadnutí v semifinále play-off proti Logisteed Tatran Střešovice                      |

### Známé současné hráčky

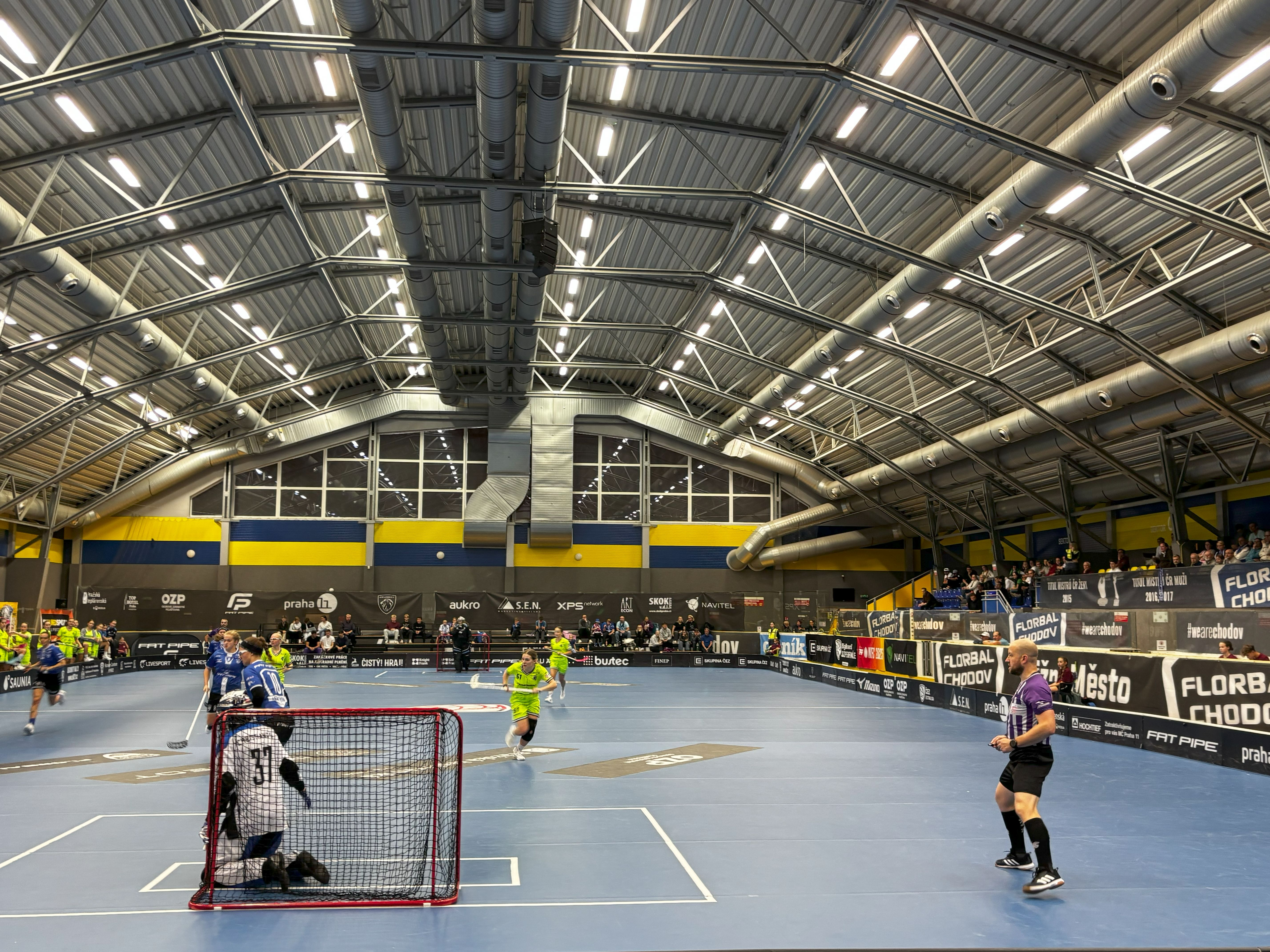
Ženský tým (v modrém) v zápase proti 1. SC Vítkovice v domácí SH Jižní Město v roce 2024

- Jana Christianová (2018–)

### Známé bývalé hráčky
- Anet Jarolímová (2004–2009, 2014–2016, 2019–2020)
- Nela Jiráková (2016–2020)
- Eliška Chudá (2020–2022, 2023–2024)
- Vanessa Rebecca Keprtová (2019–2022)
- Michaela Marešová (2004–2009)
- Magdaléna Plášková (2014–2020, 2021–2024)
- Martina Řepková (2013–2020)
- Karolína Suchá (2015–2022)
- Tereza Urbánková (2013–2015, 2016–2018)
- Jana Vávrová (Vojáčková) (2011–2020)
- Eliška Vrátná (Křížová) (2014–2018)

### Známí trenéři
- Michaela Marešová (2013–2019)
- Lukáš Procházka (2019–2022)

## Známí odchovanci
- Marek Beneš